# Kakitani Jóicsiró
Kakitani Jóicsiró (柿谷曜一朗; Hepburn: Kakitani Yōichirō; Oszaka, 1990. január 3. –) japán válogatott labdarúgó, jelenleg az Cerezo Oszaka játékosa. Posztját tekintve csatár.